# Steve Alaimo

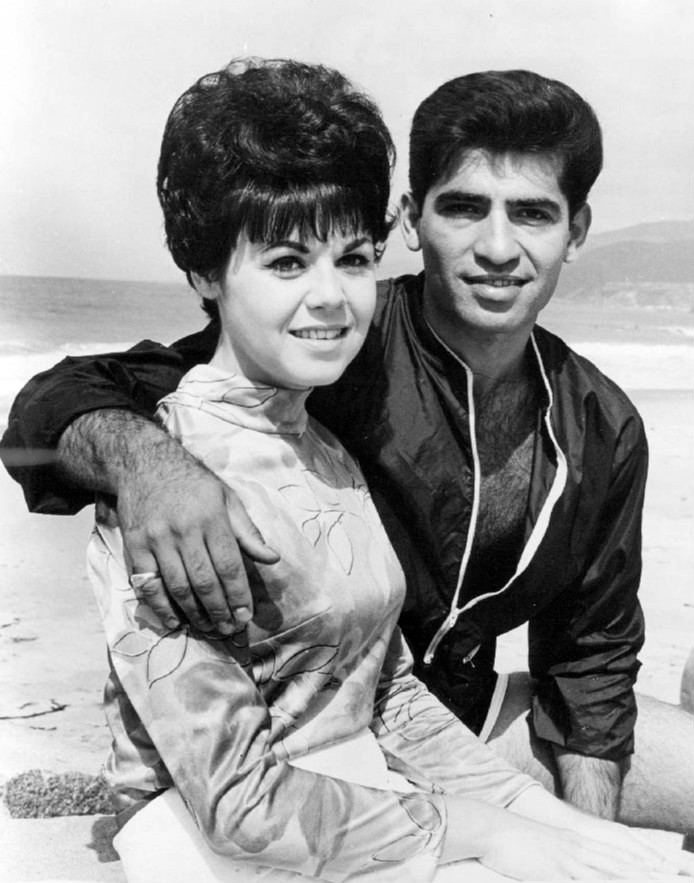
Steve Alaimo mit Linda Scott 1966 in American Bandstand

Steve Alaimo (* 6. Dezember 1939 in Omaha, Nebraska; † 30. November 2024) war ein US-amerikanischer Popsänger. In den frühen 1960er Jahren galt er als Teenageridol; später wurde er Plattenproduzent und Inhaber eines Plattenlabels. Zudem war er Ende der 60er Co-Moderator von Dick Clark bei American Bandstand.

## Frühe Jahre und die Redcoats
Alaimo wurde 1939 in Omaha geboren und zog im Alter von fünf Jahren mit seiner Familie nach Rochester in New York. Er studierte Medizin an der University of Miami, bevor er mit einem Cousin seine erste eigene Gruppe gründete, The Redcoats, eine Instrumentalband. Ihnen gelang 1959 mit I Want You to Love Me ein erster kleiner Hit, und der Discjockey Bob Green wurde ihr Manager. Im selben Jahr kam Dick Clarks Caravan of Stars nach Miami. Clark suchte eine lokale Begleitband zur Unterstützung der auftretenden Stars, und die Redcoats bekamen den Job.

## Solokarriere
Die Redcoats trennten sich jedoch 1960, und Alaimo begann eine Solokarriere als Blue-Eyed-Soul-Sänger mit einer gemischten afrikanisch-amerikanischen Band, die sehr bald Hausband für einen lokalen Club namens Edan Roc wurde. Quasi nebenbei veröffentlichte Alaimo zwei Soloalben, denen jedoch kein besonderer Erfolg beschieden war. Zudem arbeitete er als Promoter für Henry Stone, den Besitzer eines Plattenlabels, und wurde so in der Musikindustrie bekannt.
Dadurch bekam er 1961 seinen ersten großen Plattenvertrag bei Checker Records, einer Tochtergesellschaft von Chess Records. Er veröffentlichte Mashed Potatoes und schuf damit einen Song, der noch heute zum Repertoire vieler Rockbands gehört, die Platte erreichte Platz 81 der US-Singles-Charts. Die Nachfolgesingle Every Day I Have to Cry war seine erfolgreichste Platte, die 1963 Platz 46 der US-Singles-Charts erreichte. Gegen Ende des Jahres wechselte Alaimo von Checker zunächst zu Imperial Records und dann Anfang 1965 zu ABC Records, aber sein musikalischer Erfolg ließ zunehmend nach, zumal er mit seinen Aufnahmen bei ABC eher ein älteres Publikum zu erreichen versuchte, so mit dem Song Real Live Girl (ein Titel aus dem Broadway-Musical Little Me) oder mit einer Coverversion von Cast Your Fate to the Wind.

## American Bandstand – Where the Action Is
Dick Clark erinnerte sich stets gerne an die Redcoats und wollte die Gruppe wieder für seine neue TV-Show American Bandstand – Where the Action Is einstellen. Da die Band jedoch nicht mehr existierte, wurde Alaimo Co-Moderator und Musikdirektor der täglichen Sendung. Jetzt hatte er zwar ausreichend Gelegenheit, seine eigenen Schallplatten vorzustellen, gleichzeitig aber auch immer weniger Zeit, neue Aufnahmen zu tätigen. 1965 wurde er zudem Co-Produzent der Sendung.

## Musikproduzent
Nach dem Ende von American Bandstand wurde Alaimo Mitarbeiter von Atlantic Records bzw. deren Sublabel Atco Records. Mitte der 1960er Jahre produzierte er Gruppen wie Sam & Dave, Harold Melvin and the Blue Notes und die Anfänge der Allman Brothers. Es war eine sehr fruchtbare Zeit mit vielen Erfolgstiteln. Er spielte auch in einigen Spielfilmen mit, konnte sich aber keinen Namen als Schauspieler machen.
1969 fanden Henry Stone und Steve Alaimo wieder zusammen. Sie produzierten gemeinsam den Song Cleanup Woman von Betty Wright und hatten großen Erfolg. Alaimo, der zu diesem Zeitpunkt noch mit eigenen Titeln wie When My Little Girl Is Smiling oder Amerikan Music kurzfristig in der US-amerikanischen Hitparade vertreten war, beschloss, als Sänger aufzuhören und nur noch als Produzent zu arbeiten. 1972 folgte mit Why Can’t We Live Together ein großer Hit für Timmy Thomas, und Stone und Alaimo gründeten das Musiklabel TK Records. 1974 stellten Harry Wayne Casey und Rick Finch eine Demoaufnahme vor. Stone und Alaimo rieten, das Lied einem jungen Sänger namens George McCrae zu geben. Der Song Rock Your Baby entwickelte sich zum Hit des Jahres. Kurze Zeit später gründeten Casey und Finch unter der Regie von TK Records ihre eigene Band KC and the Sunshine Band.
TK Records wurde 1981 aufgelöst, und Henry Stone suchte neue Geldgeber für weitere Projekte. Steve Alaimo war, auf sich allein gestellt, nunmehr erfolglos und durchlebte harte Zeiten. 1987 gründete er mit den Industriegrößen Ron und Howard Albert Vision Records. Die Firma ist spezialisiert auf Musikaufnahmen großer Stars der früher legendären Criteria Studios der 1970er Jahre und fördert zudem junge Künstler des Miami Bass.
Steve Alaimo starb am 30. November 2024 im Alter von 84 Jahren.

## Diskografie

### Alben
| Titel                   | Katalog-Nr.   | veröffentl. |
| ----------------------- | ------------- | ----------- |
|                         | Checker       |             |
| Twist with Steve Alaimo | 2981          | 1961        |
| Mashed Potatoes         | 2983          | 1962        |
| Every Day I Have to Cry | 2986          | 1963        |
|                         | Crown         |             |
| Steve Alaimo            | 382           | 1963        |
|                         | ABC-Paramount |             |
| Starring Steve Alaimo   | 501           | 1965        |
| Where the Action Is     | 531           | 1965        |
| Sings and Swings        | 551           | 1966        |

### Singles
| A/B-Seite                                                     | Katalog-Nr.   | veröffentl. |
| ------------------------------------------------------------- | ------------- | ----------- |
|                                                               | Dade          |             |
| Home by Eleven / I Wanna Kiss You                             | 1800          | 1958        |
| Love Letters / You Can Fall in Love                           | 1805          | 1959        |
|                                                               | Marlin        |             |
| I Want You to Love Me / Blue Skies                            | 6064          | 1959        |
| The Weekends Over / Girls! Girls! Girls!                      | 6065          | 1959        |
| She’s My Baby / Should I Care                                 | 6067          | 1959        |
| Spooky / The Redcoats Are Coming (als Count Stephen)          | 6103          | 1961        |
|                                                               | Dickson       |             |
| Blue Fire / My Heart Never Said Goodbye                       | 6444          | 8/1960      |
|                                                               | Imperial      |             |
| My Heart Never Said Goodbye / Blue Fire                       | 5699          | 10/1960     |
| It Happens Ev’ry Time / Unchained Melody                      | 5717          | 1/1961      |
| Gotta Lotta Love / Happy Pappy                                | 66003         | 11/1963     |
|                                                               | Checker       |             |
| Big Bad Beulah / I Cried All the Way Home                     | 981           | 6/1961      |
| All Night Long / I’m Thankful                                 | 989           | 8/1961      |
| The Waiting’s So Hard / You Got Me Whistling                  | 998           | 11/1961     |
| Mashed Potatoes (Part 1) / Mashed Potatoes (Part 2)           | 1006          | 2/1962      |
| My Friends / Going Back to Mary                               | 1018          | 7/1962      |
| One Good Reason / Cry Myself to Sleep                         | 1024          | 9/1962      |
| Every Day I Have to Cry / Little Girl                         | 1032          | 12/1962     |
| It’s a Long, Long Way to Happiness / A Lifetime of Loneliness | 1042          | 4/1963      |
| Don’t Let the Sun Catch You Crying / I Told You So            | 1047          | 8/1963      |
| Michael (Part 1) / Michael (Part 2)                           | 1054          | 9/1963      |
|                                                               | ABC-Paramount |             |
| Love’s Gonna Live Here / Let Her Go                           | 10540         | 3/1964      |
| Fade Out – Fade In / Love Is a Many Splendored Thing          | 10553         | 5/1964      |
| I Don’t Know / That’s What Love Will Do                       | 10580         | 8/1964      |
| Happy / Everybody Knows But Her                               | 10605         | 11/1964     |
| Real Live Girl / Need You                                     | 10620         | 1/1965      |
| Tomorrow Is Another Day / Laughing on the Outside             | 10643         | 3/1965      |
| Cast Your Fate to the Wind / Mais oui                         | 10680         | 5/1965      |
| Blowin’ in the Wind / Lady of the House                       | 10712         | 8/1965      |
| Bright Lights Big City / Once a Day                           | 10764         | 1/1966      |
| So Much Love / Truer Than True                                | 10805         | 4/1966      |
|                                                               | ABC           |             |
| Happy / On the Beach                                          | 10833         | 7/1966      |
| Pardon Me / Savin’ All My Love                                | 10873         | 11/1966     |
| You Don’t Know Like I Know / You Don’t Love Me                | 10917         | 3/1967      |
|                                                               | Atco          |             |
| New Orleans / Ooh Poo Pah Do                                  | 6512          | 8/1967      |
| Cuando yo vuelva a mi tierra / Todavía                        | 6560          | 2/1968      |
| Denver / I Do                                                 | 6561          | 2/1968      |
| My Friend / 1 X’s 1 Ain’t 2                                   | 6589          | 6/1968      |
| Watching the Trains Go By / Thank You for the Sunshine Days   | 6620          | 10/1968     |
| After the Smoke Is Gone / I’m Thankful (& Betty Wright)       | 6659          | 4/1969      |
| One Woman / And Then I Tripped over Your Goodbye              | 6710          | 8/1969      |
| Smilin’ in My Sleep / Melissa                                 | 6732          | 2/1970      |
| Wild Side of Life / Can’t You See                             | 6797          | 12/1970     |
|                                                               | Entrance      |             |
| When My Little Girl Is Smiling / Gemini                       | 7501          | 6/1971      |
| Nobody’s Fool / Thorn in Our Roses                            | 7503          | 10/1971     |
| Amerikan Music / Nobody’s Fool                                | 7507          | 3/1972      |
| Sand in My Pocket / Gemini                                    | 7513          | 9/1972      |

## Chartplatzierungen
Singles

| Jahr | Titel                          | Höchstplatzierung, Gesamtwochen, AuszeichnungChartsChartplatzierungen (Jahr, Titel, Platzierungen, Wochen, Auszeichnungen, Anmerkungen) | Anmerkungen |
| Jahr | Titel                          | US | Anmerkungen |
| ---- | ------------------------------ | --- | ----------- |
| 1962 | Mashed Potatoes (Part 1)       | US81 (1 Wo.)US |             |
| 1963 | Every Day I Have to Cry        | US46 (10 Wo.)US |             |
| 1963 | Michael – Pt. 1                | US100 (1 Wo.)US |             |
| 1963 | Gotta Lotta Love               | US74 (6 Wo.)US |             |
| 1965 | Real Live Girl                 | US77 (2 Wo.)US |             |
| 1965 | Cast Your Fate to the Wind     | US89 (2 Wo.)US |             |
| 1966 | So Much Love                   | US92 (2 Wo.)US |             |
| 1971 | When My Little Girl Is Smiling | US72 (6 Wo.)US |             |
| 1972 | Amerikan Music                 | US79 (3 Wo.)US |             |